# ポストロック
ポストロック (post-rock) は、ロックの一種。リズム・和音・音色・コード進行などの点で従来のロックには見られない特徴がある。

## 概要：用語の起源
ポストロックという用語は、批評家のサイモン・レイノルズが、『モジョ』誌1994年3月号ので、バーク・サイコシス（Bark Psychosis）のアルバム『ヘックス』（Hex、1994年） のレビュー記事に用いたものが起源とされている 。
サイモン・レイノルズは『ワイアー』（The Wire）誌1994年5月号でこのポストロックという考えを拡張している。レイノルズの「ポストロック」という言葉は、「ロックの楽器をロックとは違う目的に使用し、ギターをリフやパワーコードのためでなく、音色や響きをつくるために使う」音楽を指している 。レイノルズはより詳しく以下のように述べている。
「ことによると、今後の展開にとって本当に刺激的な領域はサイボーグロックかもしれない。すなわち、ひたすら熱心にテクノの方法論を奉じるのでなく、実時間での人間による演奏と、デジタル機器による改良との境界面にあるような音楽である」
2005年7月、レイノルズは自身のブログで、『モジョ』誌以前に『メロディ・メイカー』誌で「ポストロック」という言葉を使ったと述べている。また「ポストロック」という用語そのものも彼による造語ではないという。ブログでは「この言葉を造ったのは自分だと信じていたのだが、何年も後になって、あの時点でもう10年以上もポストロックという言葉が流布していたことに気づいたのだ」と述べている。
1975年の時点では「ポストロック」は2012年現在とは違った意味で使用されている。『ローリング・ストーン・アルバムガイド』（Rolling Stone Album Guide）においても、「アバンギャルドロック」(avant-rock)や「アウトロック」(out-rock)とほぼ同じ意味で使用されている。

## 歴史

### 先駆者
ポストロックは1960年代後期に活躍したアメリカのヴェルヴェット・アンダーグラウンドの影響を強く受けている。彼らの音楽を表す「ドロノロジー」(dronology)という言葉で、2012年現在のポストロックのほぼ半分を言い表すことができるといわれている。
1960年代から1970年代にかけてのカン、ノイ!などのクラウトロックも、ポストロックに強く影響した。特にモータリック（motorik）と呼ばれる特徴的なリズムの影響が大きかった。
イギリスのパブリック・イメージ・リミテッドも、『NME』誌に「おそらく最初のポストロックバンド」と評された先駆者である。セカンド・アルバム『メタル・ボックス』（Metal Box、1979年）では、従来のロックンロールの構成をほぼ完全に捨て去り、代わって濃密に反復されるダブ、クラウトロックの影響に基づくサウンドスケープ、ジョン・ライドンによる難解で、意識の流れを表した詞を取り入れた。サード・アルバム『フラワーズ・オブ・ロマンス』（The Flowers of Romance、1981年）ではその姿勢をより徹底的に推し進め、激しいパーカッションや抽象的なテープ音楽を強調している。

### 1980年代-1990年代
トーク・トークや、スリントら1980年代-1990年代に登場したバンドは、後のポストロックに影響を与えたと言われる。トーク・トークの『スピリット・オブ・エデン』（1988年）スリントの『スパイダーランド』（1991年）の2作は、ポストロックの草分けとして評価されている。
元々ポストロックという言葉はステレオラブ、ライカ（Laika）、ディスコ・インフェルノ（Disco Inferno）、ムーンシェーク（Moonshake） などの音楽を指していた。だが後には、ジャズやクラウトロックの影響、エレクトロニカに近い雰囲気があるなどの特徴を持った、1994年以降の音楽を広く指して、頻繁に用いられるようになった。
ラブラッドフォード（Labradford）、バウリー・エレクトリック（Bowery Electric）やスターズ・オブ・ザ・リッド（Stars of the Lid）は、アメリカのポストロックが始まる画期となったとされる。トータスはセカンド・アルバム『ミリオンズ・ナウ・リヴィング・ウィル・ネヴァー・ダイ』（1996年）をリリースし、ポストロック界のアイコンとなった。ドゥ・メーク・セイ・シンクをはじめとする多くのバンドが「トータス・サウンド」に影響された楽曲を制作した。
1990年代後半には、シカゴは多くのポストロック関連のアーティストたちの本拠地となっていた。トータスのジョン・マッケンタイアやブライズ・グレース（Brise-Glace）、ガスター・デル・ソルのジム・オルークが多くのグループにとって重要なプロデューサーとなった。特に有名なポストロックの舞台はモントリオールである。ゴッドスピード・ユー！・ブラック・エンペラーや、ア・シルバー・マウント・ザイオン（A Silver Mt.Zion、2012年現Thee Silver Mt.Zion）、ドゥ・メーク・セイ・シンク、フライ・パン・アム（Fly Pan Am）などがコンステレーション（Constellation）というレーベルから楽曲を発表した。これらのグループは、ミュージック・コンクレート、室内楽、フリー・ジャズといったジャンルに価値観が根ざしていることに特徴がある。

### 2000年代
2000年代に入ると、ポストロックという言葉は人気を失ってゆく。批評家があからさまに言葉の用法存在を批判するようになるにつれ、ポストロックはますます議論の的となっていった。ポストロックの代表格と目されていたグループの中には、「ポストロック」の名称を拒否するものも現れた。アーティストやリスナーからこの用語に対する反動が起こった。「ポストロック」が幅広いスタイルの楽曲をカバーするようになるにつれ、ジャンルを指す言葉としては使いにくくなったと言われている。
しかし2012年現在モグワイ、エクスプロージョンズ・イン・ザ・スカイ（Explosions in the Sky）、65デイズオブスタティック、インディ・ハルダ（Yndi Halda）、ディス・ウィル・デストロイ・ユー（This Will Destroy You）などインストゥルメンタルを主体としたバンドの台頭が目立つようになり、ポストロック自体が見直された。またシガー・ロス、アミーナ（Amiina）、ミュー、イーエフ、オードリー（Audrey）、イマニュ・エル（Immanu El）などのアイスランド、デンマーク、スウェーデン周辺でも独自の流れを持ち広まっている。

## 日本のポストロック
日本ではTHE CREATOR OF、downy、LITE、toe、MONO、te'、OVUM、rega、Clean Of Core、sgt.、Anoiceなど。
プログレッシブ・ロック、マスロックに見られるような変拍子、ポリリズムを駆使したアプローチ、またエモやハード・コア、フュージョン、クラシックの影響下にあるバンドも多く、独自の発展を見せている。ポストロック・シーンが発展、人気を得た理由として残響record、Parabolica Records、Human Highway Records、Machupichu、rhenium records、 Ricco Labelなど上記それぞれのバンドがインディ・レーベルを設立し、日本国内のポストロックバンドが所属、欧米のアーティストの国内流通、ツアーサポートなどを行っていることなどがある。また日本におけるポストロックバンドの多くに歌がないことによりトレンドの一つになっている。
2010年代ボーカル有りのポストロック要素を取り入れたamazarashi、凛として時雨、People In The Box等が、TVアニメ主題歌に起用され人気となった。

## 詳細：特徴と派生ジャンル
同じポストロックと呼ばれるバンドの間でも、音楽に大きな差がある場合が多い。音楽評論家の佐々木敦は、ロックとポストロックの差異として、「クリエイティヴな折衷主義」、「編集とポスト・プロダクション」、「エレクトロニクスの大胆な導入」の3つの特徴がポストロックと呼ばれるものの多くに認められることを指摘している 。
サイモン・レイノルズは『オーディオ・カルチャー』（Audio Culture）誌の中で、「ポストロック」と題した記事で以下のように述べている。「バンドがロックからポストロックへと変わる場合、普通は以下のような道筋をたどる。まずは語るような詞、次に意識の流れ、次に響きとしての声、最後が純粋なインストゥルメンタルだ」。
ポストロックの音はアンビエント、ジャズ、エレクトロニカ、実験音楽など多様なジャンルの特色を持っている。またダブ、レゲエ、ヒップホップ、レイヴの特徴を利用することで、より中性的かつ柔らかに価値観の転覆を図っている。従来知られていたようなロックの持つ反骨的な含みはもはやポストロックのテーマではなくなった。
ポストロックではモチーフの反復や微小な変化や、非常に広い範囲にわたって強弱を変化させる手法がよく用いられる。部分的にはスティーヴ・ライヒ、フィリップ・グラス、ブライアン・イーノなど、ミニマル・ミュージックの先駆者に似ていると言える。多くの場合ポストロックの楽曲は長く、楽器演奏のみからなり、音色や強弱や響きの変化を繰り返す。
クラブはポストロックの新たな響きに呼応した。アーティストたちはジャンルというレッテルを貼られる外界からクラブへと逃れ、アイデアを交換しあった。初期のポストロックのグループは、1970年代のクラウトロックの強い影響下にあり、「モータリック」と呼ばれるリズムの借用に特徴がある。ギターは、従来のパワーコードに代わって音色や響きをつくるようになった。
ポストロックは、ボーカルのないインストルメンタルの楽曲も多い。しかしまったくボーカルがないというわけでは必ずしもない。ボーカルが入る場合、その用法は従来と違っている。従来は詞の意味を伝えるために聞き取りやすいボーカルが重視されていたが、ポストロックではボーカルは単に楽音として取り入れられるにすぎない。ポストロックのボーカルは柔らかで単調なものや、量が少ないものや不規則なインターバルに挿入されるものが多い。
シガー・ロスは独特のボーカルで知られているが、彼らは「ホープランド語」と呼ばれる言語を造って歌っている。シガー・ロス自身によれば、「ジブリッシュを使っていて、音楽に調和し、ひとつの楽器として機能するようなボーカル」である。
2012年現在のポストロック・シーンでは他ジャンルとの幅広い融合、実験が見られる。ブラックゲイズやポストメタルは、その代表である。ブラックゲイズとは、ブラック・メタルとシューゲイザーを融合したジャンルのことを指す。ヘヴィメタルやヘヴィロックにおいては、メルヴィンズの影響を受けたニューロシスやトゥールのようにヘヴィなサウンドにポストロック的なアプローチやアンビエンスを持ち込むバンドが現れ（殊にニューロシスはサンプラーやポストプロダクションの他、トラディショナルな管弦楽器を導入している）、やや時代が下ってから、イェスーやカルト・オブ・ルナ（Cult of Luna）、アイシス、ペリカン（Pelican）などはメタルとポストロックを融合させている。融合の結果はポストメタルと呼ばれている。
2012年現在ではスラッジメタルが発展し、ポストロックの要素を取り込み、一部では完全に融合するに至っている。この動きの先駆者としてはジャイアント・スクイッド（Giant Squid）やバトル・オブ・マイス（Battle of Mice）などが挙げられる。代表的なレーベルはニューロ・レコーディングズ（Neurot Recordings）である。ウルヴェルやアルセスト、アルター・オブ・プレイグス（Altar of Plagues）、アガロク（Agalloch）などのバンドはブラックメタルを中心としながら、ポストロックの要素を使う形で両者を融合させている。

## ポストロックの音楽家一覧
- amazarashi
- 雨のパレード
- AYANO
- アルバム・リーフ
- Anoice
- イーエフ
- エフタークラング
- M83
- sgt.（エスジィティ）
- envy
- OVUM
- ガスター・デル・ソル
- グレゴール・ザムザ
- ゴッドスピード・ユー!・ブラック・エンペラー
- ザ・シー・アンド・ケイク
- シガー・ロス
- 65デイズオブスタティック
- cinema staff
- ジム・オルーク
- ジャガ・ジャジスト
- JYOCHO
- スタフライン・ハウコン
- ステレオラブ
- Spangle call Lilli line
- スリント
- downy
- te'
- デフヘヴン
- toe
- ドゥー・メイク・セイ・シンク
- トーク・トーク
- トータス
- ドン・キャバレロ
- ハイスイノナサ
- バトルス
- heaven in her arms
- People In The Box
- マイス・パレード
- miaou
- mudy on the 昨晩
- ムーム
- モグワイ
- MONO
- euphoria
- LITE
- 凛として時雨